# Пољаковце
Пољаковце (слч. Poliakovce) насељено је мјесто са административним статусом сеоске општине (слч. obec) у округу Бардјејов, у Прешовском крају, Словачка Република.

## Становништво
| Година:    | 1994. | 2004.   | 2014.   | 2024.   |
| ---------- | ----- | ------- | ------- | ------- |
| Број људи: | 397   | 372     | 368     | 378     |
| Разлика:   |       | -6,29 % | -1,07 % | +2,71 % |

| Година:    | 2023. | 2024. |
| ---------- | ----- | ----- |
| Број људи: | 378   | 378   |
| Разлика:   |       | +0 %  |

Према подацима о броју становника из 2024. године насеље је имало 378 становника.